# Планси, Миль де
Миль де Планси (фр.  Miles de Plancy; XII век, Планси-л'Аббей — октябрь 1174, Акко; также известен как Милон или Мило) — барон Иерусалимского королевства.
Родился в Шампани и прибыл в Святую Землю в 1160-е годы, служил королю Амори I, которому приходился дальним родственником. Амори сделал его сенешалем королевства, и в 1167 году он принял участие в экспедиции в Египет. Он убеждал Амори заключить с Египтом соглашение и не применять силы. После провала экспедиции Египет попал под контроль атабека Нур ад-Дина Махмуда и его военачальника Асад ад-Дина Ширкуха. Это событие впоследствии привело к объединению Египта и Сирии под властью Саладина — зловещему для Иерусалимского королевства событию.
Для защиты от атак египтян в 1170 году тамплиеры построили крепость в Газе. Миль не позволил безоружным жителям города укрыться в ней во время налёта, и многие из них были убиты. В 1173 году женился на Стефанье де Милли, дочери Филиппа де Милли и вдове Онфруа III де Торона. Он получил замок Монреаль и, благодаря женитьбе, стал лордом Трансиордании.
В 1174 году умер Амори, и Миль стал неофициальным регентом при Балдуине IV Прокажённом. Хронист Вильгельм Тирский недолюбливал его и называл «скандалистом и клеветником, вечно приносящим проблемы». Миль оскорблял баронов королевства, особенно полеинов, отказываясь принимать их по любому поводу. Граф Триполи Раймонд III прибыл в Иерусалим и объявил регентом себя, как ближайшего родственника по мужской линии. Раймонд был поддержан другими влиятельными баронами, включая Онфруа IV де Торона (приёмный сын Миля, сын Стефании и Онфруа III), Балдуина и Балиана д’Ибелинов. Осенью 1174 года Миль был убит в Акре неизвестным, доказательств причастности Раймонда к убийству не было. До Вильгельма Тирского дошли слухи, что убийство было вызвано либо отчаянной преданностью Миля Балдуину IV, либо из-за заговора с целью принять королевский титул с помощью родственников из Франции.
Через несколько дней совет баронов официально назначил Раймонда регентом. Стефанья вышла замуж за Рено де Шатильона в 1176 году.